# Frequentflyerprogramma
Een frequentflyerprogramma is een manier van de luchtvaartmaatschappijen om vaak vliegende klanten (frequent flyers) aan zich te binden. Deelnemers kunnen doorgaans punten sparen door met de specifieke luchtvaartmaatschappij te vliegen. Bij een bepaald aantal punten wordt doorgaans de status van de deelnemer verhoogd, waarbij een hogere status gepaard gaat met extra privileges. Zo geven sommige luchtvaartmaatschappijen voorrang aan frequent flyers met hoge status bij toewijzing van stand-byplaatsen of krijgen frequent flyers toegang tot speciale plaatsen op de luchthaven, zoals de businessclass-lounges. Voorbeelden van  frequentflyerprogramma zijn AAdvantage (rond American Airlines), Flying Blue (KLM en Air France) en Miles & More (rond Lufthansa).
FFP's zijn een belangrijk onderdeel geworden van de economische modellen van luchtvaartmaatschappijen. Zo verdienden luchtvaartmaatschappijen United Airlines en Delta Air Lines in 2015 allebei meer dan 1 miljard dollar dankzij hun frequentflyerprogramma's.

## Vaak voorkomende voordelen
- Businessclass-check-in ook bij economy-tickets
- Toegang tot businessclass-lounges
- Meer bagage toegestaan dan reguliere klanten
- Voorrang bij toewijzing van zitplaatsen
- Snellere doorlooptijd (aparte wachtrijen) bij de bagagecontrole